# Atopsyche anitsuya
Atopsyche anitsuya är en nattsländeart som beskrevs av Schmid 1989. Atopsyche anitsuya ingår i släktet Atopsyche och familjen Hydrobiosidae. Inga underarter finns listade i Catalogue of Life.